# Transkranijalni elektromagnetni skener
Transkranijalni elektromagnetni skener ili transkranijalni elektromagnetna stimulacija (TKS) je tehnika neinvazivne stimulacije ljudskog mozga u kojoj se primenom oscilirajućeg magnetnog polja, visokog intenziteta (do 2.2.T), veoma kratkog trajanja pojedinačnog pulsa (oko 100 μs) pobuđuju neuralni elementi u moždanoj kori. Metoda zasnovana na primeni visokotehnološkog uređaja i alatki neuronaučnika, koja koristi magnetizam za sistematsko isključivanje određenih delova mozga bez potrebe da se fizički prodire u njega. TKS se pokazala kao siguran, efikasan, neinvazivan i bezbolan metod stimulacije perifernih i centralnih neuralnih struktura, jer se zasniva na principu Faradejeve elektromagnetne indukcije, odnosno, dejstvu promenljivog magnetnog polja na nervno tkivo.
Magnetizam može privremeno da priguši pojedine oblasti mozga, pa naučnici u određivanju funkcije tih delova mozga ne moraju da se oslanjaju na slučajeve pacijenata koji su doživeli moždani udar.

## Istorija
Prva istraživanja u obasti upotrebe magnetnog polja u cilju stimulacije pojedinih moždanih regiona datiraju od kraja devetnaestog veka.
- 1874. godine Bartolov je prvi put obavio stimulaciju ljudskog cerebralnog korteksa. Tada je primenjena struja izazivala pokrete suprotne strane tela.
- 1954. godine (Gualiterotti i Patterson) po prvi put su vršili stimulaciju neeksponiranog motornog korteksa nizovima uzastopnih električnih stimulusa
- 1896. godine francuski naučnik d'Arsonval načinio je prve zapise koji govore o uticaju promenljivog magnetnog polja na živu materiju i pokazao da promenljivo magnetno polje može da izazove dovoljno snažan strujni tok i izazove stimulaciju živog tkiva (retine). Kao posledice primene zapažene su različite svetlosne senzacije, vrtoglavice i sinkope.
- 1910. godine (Silvanus Thompson). zabeležen je pokušaj stimulacije mozga elektromagnetnim poljem i dobio je slične efekte kao D’Arsonval.[3]
- 1965. godine radovi Bickford-a i Fremming-a, zasnovani su nastimulatoru, koji je generisao magnetno polje, koje je izazivalo stimulaciju perifernih nerava, ili po prvi put neinvazivnu i relativno bezbolnu stimulaciju neuromišićnih struktura.
- 1980. godine, začetnici novog poglavlja primene u ovoj oblasti smatraju se Merton i Morton.[4] U svom eksperimentu su demonstrirali da neinvazivna električna stimulacija motornog korteksa indukovana visokonaponskim stimulatorom dovodi do kontrakcijekontralateralnog mišića. Međutim, zbog izrazito bolnih senzacija nije u tom momentu našla širu primenu u kliničkom i istraživačkom radu.
- Par godina kasnije, na 11-om Međunarodnom Kongresu elektorencefalografije i kliničke neurofiziologije prikazan je rad Barker-a i njegovih saradnika prikazala je redizajniran model neinvazivnog moždanog stimulatora sa kojim je moguće stimulisati mozak uz minimalne bolne senzacije.[5]

Klinička primena
Brojni pokušaji transkranijalne primene moždane stimulacije, kako na animalnim modelima tako i na ljudima, tokom druge polovine dvadesetog veka zbog nedovoljnih dokaza o efikasnosti ovih metoda nisu našle primenu u kliničkoj praksi. 
Prva klinička primena metode transkranijalne električne stimulacije (TES), zabeležena je u publikacija Merton-a i Morton-a u časopisu Lancet, 1980. godine. Oni su primenom bipolarnih elektroda kratkotrajno pojedinačno električno pražnjenje inteziteta oko 2.000 V preko skalpa, izazvalo je kontralateralni motorni odgovor.
Prof. Anthony Barker (Istraživačka grupa sa Univerziteta u Sheffield-u, Barker i Jalinous, UK) javno demonstrirao tehniku, na XI Internacionalnom kongresu EEG i kliničke neurofiziologije u Londonu, a potom i pred Društvom fiziologa (Physiological Society) u Oksford-u, 1985. godine.

## Fizika magnetne indukcije
Prema Biot-Savar-ovom zakonu, vektor magnetne indukcije, što je stvara proizvoljna strujna kontura c, može se pisati u obliku integrala: 
{\displaystyle \mathbf {B} ={\frac {\mu _{0}}{4\pi }}I\int _{C}{\frac {d\mathbf {l} \times \mathbf {\hat {r}} }{r^{2}}}}
B je vektor magnetne indukcije (izražena u Teslama, T), μ je magnetna permeabilnost (smatra se da je u živim tkivima ona jednaka magnetnoj permeabilnosti vakuuma, vrednosti 4π x 10H/m), integrali se po zatvorenoj strujnoj konturi 
Magnetno polje naelektrisanja u kretanju, jer je struja uvek posledica naelektrisanja u kretanju, a njena, opet posledica okružujuće magnetno polje, po istom zakonu računato je:
{\displaystyle \mathbf {B} ={\frac {\mu _{0}}{4\pi }}I\int _{C}{\frac {nQ\mathbf {v} \times \mathbf {\hat {r}} }{r^{2}}}}
Ako uzmemo da se kalem magnetnog stimulatora sastoji od kružnih kontura bakarne žice, koje su u različitim modelim različito geometrijski grupisane, za jednu kružnu strujnu konturu, poluprečnika a, kroz koju protiče struja intenziteta I, elementarna magnetna indukcija u tačkama ose koja prolazi kroz centar konture i upravna je na njenu ravan - u tački M koja se nalazi na odstojanju x od ravni konture a na odstojanju R od strujnog elementa Idl – imaće intenzitet:
{\displaystyle \mathbf {d} B={\frac {\mu _{0}}{4\pi }}I\int _{C}{\frac {dl\mathbf {\times } \mathbf {\hat {r}} }{R^{2}}}}
a pravac će joj biti normalan na poteg R i ležaće u ravni što je obrazuju poteg R i osa konture. Svaki vektor elementarne indukcije ima svoju komponentu u pravcu ose konture i komponentu koja je upravna na osu (d i d). Upravne komponente koje potiču od identičnih i dijametralno suprotnih elemenata, međusobno se potiru, pa tako ostaju samo komponente koje su zapravo dB sinθ.
Ako uzmemo da takvih kontura ima više, i da su istih prečnika a (za kalemove različitih dijametara, broj navojaka varira od 15 do 21, ili negde 25), broj navojaka na elementu dx duž ose L, izraz NIdx/L će predstavljati novi strujni element, na koji primenjujemo izračunavanja. Ceo solenoid možemo smatrati onda nizom ekvidistantnih kružnih strujnih kontura na međusobnom rastojanju dx.

## Princip rada
Ove nove alatke zasniva se na nafizičkoj činjenici da promenljivo električno polje može stvoriti magnetno polje, i obrnuto. Ova magnetna polja su izuzetno mala i predstavljaju tek milijarditi deo Zemljinog magnetnog polja. I dok MEG, kao i EEG, imaju izuzetno dobru vremensku rezoluciju, sve do hiljaditog delića sekunde, sa prostornom rezolucijom koja je loša – reda veličine jednog kubnog centimetra, transkranijalni elektromagnetni skener (u daljem tekstu TES) generiše veliki električni signal koji stvara intenzivan impuls magnetne energije.
TES se postavlja kraj mozga tako da magnetni impuls prodire kroz lobanju i stvara drugi električni impuls unutar mozga. Ovaj sekundarni električni impuls dovoljan je da isključi ili priguši aktivnost određenih oblasti mozga.Uopšteno, oblik indukovanog električnog polja u tkivu zavisi od oblika stimulatornog kalema i položaja i orijentacije kalema u odnosu na tkivo, kao i od električne provodljivosti i strukture tkiva na koje se deluje tim poljem.
Magnetni stimulatori stvaraju impulsna magnetna kola u nadražljivim tkivima na koja deluju stvarajući tokove, koji se u elektrofiziologiji zovu EPSP ekscitatorni postsinaptički potencijali (u daljem tekstu EPSP). EPSP nastao u motornoj kori ili u spinalnim korenovima ili perifernim nervima, izaziva aktivaciju kortikalnih nervnih ćelija odnosno motornih aksona na periferiji, a time i mišića. Pražnjenje izazvano na mišićima manifestuje se kao prosta mišićna kontrakcija, a ako postavimo eksploratorne (površinske) elektrode onda vidimo električni odgovor sa mišića, ili motorni evocirani potencijal (MEP).

## Uređaj i rad magnetnog stimulatora
Princip rada je zasnovan na pražnjenjenju stimulator kondenzator visokog napona i velikom električnom strujom podsticaja za kalema bakarne žice (npr. S. „induktor" ili „kalem") u vreme visokog napona prekidača kola. U ovom trenutku u induktor javlja pulsirajući magnetno polje (do 4 Tesla (jedinica), koji izaziva nervne impulse.
Maksimalni dosegljivi intenzitet magnetnog polja zavisi od frekvencije stimulacije i smanjuje se sa njegovim povećanjem. Ova zavisnost je posledica ograničenog kapaciteta kola za punjenje kondenzatora da bi se ponovo napunili kondenzator do potrebnog napona u pauzi između stimulusa.
Strujni tok kroz indukcioni kalem izaziva zagrevanje. Što je veća snaga stimulusa i učestalost stimulacije, brže je grejna površina, u ovom slučaju radne površine induktorka, koja, kada je u direktnom kontaktu sa pacijentom, može izazvati hiperemiju (crvenilo) ili opekotine. Korišćenje induktora sa prisiljenim hlađenjem omogućava povećanje vremena neprekidnog rada bez pregrevanja.

### Vrste podsticaja
- Monofazni stimulus — je stimulus u kojem struja u induktorskom namotaju protiče u jednom pravcu, povećava se u sinusoidnom poretku i eksponencijalno smanjuje.
- Dvofazni stimulus — je stimulus u kome se oblik struje u induktorskom kalemu karakteriše jednim periodom prigušenog sinusoida.
- Bifazni stimulusni rafal — je dvofazna stimulacija u kojoj se izdaju serije dvofaznih stimulusa sa visokom frekvencijom (do 100 Hz i smanjenom amplitucijom umesto jednog pulsiranja.
- Uparen monofazni stimulus — su dva stimulansa sa datim intersticijalnim intervalom i amplitudom, postavljenim nezavisno za svaki stimulus.

- Monofazni stimulus
- Bifazni stimulus
- Rafalni stimulus
- Uparen monofazni stimulus

## Izbor tipa induktora
Pri izboru induktora uzimaju se u obzir maksimalna snaga magnetnog polja koju generiše i, shodno tome, maksimalna snaga električnog polja, kao i oblik i veličina zavojnice.
Karakteristike generisanih magnetnih polja u većoj meri zavise od dizajna induktivnog namotaja. Najčešći induktori su prstenasti, dvostruki i dvostruki ugaoni.
U prstenastim induktorima, oblast maksimalne magnetne indukcije nalazi se na unutrašnjoj ivici kalema (rebra unutrašnjeg kruga). U dvostrukim i dvostrukim ugaonim induktorima, maksimalna gustina magnetnog polja je u centru indukcije (oblast u kojoj dolaze u kontakt sa obe „krila"), što omogućava da dobijemo dobro fokusirano, ali relativno slabo impulsno magnetno polje.
Dubina prodiranja magnetnog polja je direktno proporcionalna prečniku korišćenog namotaja i struji koja teče kroz njega. Mali induktivni induktori stvaraju veliku indukciju magnetnog polja na površini kože i stoga, kao i dvostruki induktori, dobro utiču na površinske strukture. Veliki prstenovi se karakterišu dubokim prodornim poljima, ali njihov efekat je slabo fokusiran.

## Namena
Naučnici su ranije morali da računaju na šlogove ili tumore da isključe pojedine delove mozga, kako bi na osnovu toga odredili koja im je funkcija. Ali TES omogućava da se bezbedno, po želji, prekine ili umanji aktivnost delova mozga. Kad se uputi magnetna energija u određenu tačku u mozgu i pri tome se posmatra ponašanje dotične osobe, moguće je odrediti funkciju tog regiona (naa primer, ako uputimo magnetni impuls u levi temporalni režanj, možemo zapaziti negativan uticaj na sposobnost govora.)
Kratkotrajno snažno magnetno polje emitovano iznad poglavine u stanju je da prođe kroz strukture poglavine i dovede do stvaranja kratkotrajnog električnog
polja u površinskim slojevima kore velikog mozga. Ovo lokalno električno polje može biti dovoljnog intenziteta i gustine da depolarizuje neurone. Kada se TMS pulsevi repetitivno primene, oni mogu da moduliraju kortikalnu ekscitabilnost, snižavajući ili povećavajući je, zavisno od parametara stimulacije, čak duže od trajanja same stimulacije. Ova modulacija kortikalne ekscitabilnosti prenosi se distalno na ekscitabilnost spinalnih neurona i refleksnih lukova, što ima bihevijoralne konsekvence i terapijski potencijal.
Primena u istraživanjima
Modeli koji se bave magnetnom stimulacijom su od velike važnosti u istraživanjima koja se tiču lokusa, stepena i mehanizama stimulacije, u interpretaciji eksperimenata kao i za konstruisanje efikasne instrumentacije. Modeliranje se može podeliti na dve važne ali razdvojene oblasti: 
1) izračunavanje makroskopskih elektromagnetnih polja koja potiču od struje u kalemu
2) razmatranje odgovora neuralnih struktura kao posledice naelektrisanja koja makroskopska polja stvaraju na membranama nadražljivih tkiva.

## Mane
Potencijalna mana TES-a jeste to što magnetna polja ne prodiru duboko u mozak (pošto magnetno polje opada mnogo brže nego po zakonu obrnutog kvadrata koji važi za električno polje). TES je prilično korisna tehnologija za isključivanje određenih oblasti mozga, ali magnetno polje ne može dopreti do važnih centara smeštenih duboko u mozgu poput limbičkog sistema. 
Međutim, u budućim generacijama uređaja TES mogao bi se prevazići ovaj tehnički problem ukoliko im se poveća intenzitet i preciznost impulsa magnetnog polja.

## Neželjeni efekti
Neželjeni efekti mogu biti podeljeni u tri glavne grupe: sistemski (somatski), psihijatrijski i neurološki. 
Sistemski neželjeni efekti
- gastrointestinalni trakt — mučnina.
- kardiovaskularni sistem — teoretski rizik izazivanja aritmije kada je induktor postavljen i stimulisan preko srca.
- skeletna muskulatura — bol, kontrakcija mišića, artralgija.
- koža — eritem.

Psihijatrijski neželjeni efekti
- anksioznost;
- akutna disforija, plakanje;
- napadi nemotivisanog smeha (sa privremenim nestankom govora u odgovoru na stimulaciju zone Broca u studijama centra govora);
- suicidalne misli;
- indukovana manija.

Neurološki neželjeni efekti.
- Bol u mišićima lobanje trezora i površine inervacija nerva ( trigeminusa ), facijlni tikovi (rezultat aktiviranja grana facijalnog nerva ). U ovim slučajevima se preporučuje da se zaustavi sesija i da se promeni lokacija induktora iznad glave (na primer, rotirati, i da njen centar bude na levoj hemisferi) i smanjiti intenzitet stimulusa na osnovu CSI.
- Glavobolja, nelagodnost i lokalni bol. U ovim slučajevima, pomoću jednostavnih analgetika (u izuzetnim slučajevima), i pomoći promena položaja induktora iznad glave i smanjenje intenziteta (% MIP), mogu se smanjiti tegobe.
- Umor i zamor.
- Vrtoglavica.
- Kognitivno oštećenje. Može se posmatrati kratkoročni i pozitivni i negativni efekti. Većina njih ne dovodi do promena.
- Gubitak sluha. Postoje slučajevi povećanja rasprava praga (kratkoročnog gubitka sluha kod ljudi i životinja dugo sa standardnim induktori). Pacijent i lekar sprovođenje ispita, moraju da koriste za uši ( Ear Plugs ). Pacijenti sa žalbama gubitka sluha ili tinitus povezan sa TMS, treba da budu usmerene na audiološki ispitivanja . Za pacijente koji imaju istoriju tinitus, gubitak sluha, i one koji prolaze kroz istovremenu terapiju sa ototoksičnim medications odluke da se održi u TMS mora se uzeti u obzir rizik od mogućih komplikacija i odnos očekivanih koristi.
- Oftalmološke komplikacije. Opisani su slučajevi oticanja mrežnjača i staklizacije u stakleniku tokom TMS.[10]
- Citotoksičnost.
- Indukcija povremenih konvulzivnih napada.

## Kontraindikacije
Apsolutne kontraindikacija za dijagnostički i terapijski TMS su pacijenti sa bilo kojim metalnim medicinskim uređaja i stranim telom, posebno u glavi.
TMS se koristi u pregledu dece, uzimajući u obzir karakteristike uzrasta povezane sa zrelostima kortikospinalnog trakta . Na početku ere uvođenja TMS u praksu verovalo se da je trudnoća direktna kontraindikacija zbog nepoznatog ponašanja. Poslednjih godina izveštava se o mogućnostima pTMS (i ECT) u lečenju depresije kod trudnica bez ikakvih negativnih efekata kod majke i fetus. Prilikom ispitivanja trudnica, magnetsko polje ne dostiže do ploda. Pored toga, slučajevi uspešne magnetne stimulacije kod trudnica su već poznati. Prije objavljivanja konačnih rezultata kontrolisanih studija, preporučuje se u svakom slučaju da se pojedinačno pristupi upotrebi TMS-a za dijagnostičke i terapeutske svrhe kod trudnica i dece, kao i da se pregled i liječenje obavlja u bolnicama i specijalizovanim laboratorijama pod nadzorom specijalista.
Kontraindikacije povezane sa direktnim delovanjem elektromagnetnog polja:
Prisustvo intrakranijalnih metalnih implantata.
Prisustvo implantiranog pejsmejkera (teoretski rizik, s obzirom da područje djelovanja magnetnog polja obično ne dosega zonu u kojoj se nalazi stimulator ili žice i elektrode koji dolaze od njega).
Prisustvo implantiranih pumpi, pumpi (pod uslovom da se nalaze u neposrednoj blizini induktivnog magnetnog polja).
Prisustvo slušnih aparata i kohlearnih implantata .
Prisustvo implantiranih uređaja za duboku moždanu stimulaciju (DBS), pošto elektromagnetna indukcija utiče na kablove u mozgu, promjenjuje njihov funkcionalni utjecaj na ciljna tkiva.
| Kontraindikacije koje se odnose na povećani rizik od indukovanja napada | - Prisustvo intrakranijalnih metalnih implantata. - Prisustvo implantiranog pejsmejkera (teoretski rizik, s obzirom da područje djelovanja magnetnog polja obično ne dosega zonu u kojoj se nalazi stimulator ili žice i elektrode koji dolaze od njega). - Prisustvo implantiranih pumpi, pumpi (pod uslovom da se nalaze u neposrednoj blizini induktivnog magnetnog polja). - Prisustvo slušnih aparata i kohlearnih implantata . - Prisustvo implantiranih uređaja za duboku moždanu stimulaciju (DBS), pošto elektromagnetna indukcija utiče na kablove u mozgu, promjenjuje njihov funkcionalni uticaj na ciljna tkiva |
| Kontraindikacije koje se odnose na povećani rizik od indukovanja napada | - Pacijent ima fokalne promene ili encefalopatiju (tumori, ishemija, krvarenje, meningitis , encefalitis ) povezani sa prisustvom epileptogenog fokusa. - Istovremeni tretman leka sa lekovima koji utiču na ekscitabilnost cerebralnog korteksa (neki antidepresivi, stimulansi nervnog sistema i antipsihotici). - Anamneza trauma glave sa gubitkom svesti više od 15 sekundi . - Anamneza neurohirurške intervencije na mozgu. - Anamneza epilepsija ili epileptičnog napada - Zloupotreba alkohola ili droga, nakon čega sledi oštar prekid njihove potrošnje. - Slučajevi epilepsije u porodici pacijenta. - Situacije u kojima konvulzije mogu izazvati ozbiljne komplikacije sa potencijalnim posledicama (npr kardiovaskularna dekompenzacija ili povećan intrakranijalni pritisak). |

## Spoljašnje veze
- Transkranijalnijalna magnetna stimulacija (језик: руски)
- „S3-Leitlinie/Nationale VersorgungsLeitlinie”. Архивирано из оригинала 22. 05. 2021. г. Приступљено 08. 05. 2023. (PDF-Datei; 2,5 MB) bei Depression, Abschnitt 3.6.5.1 Repetitive Transkranielle Magnetstimulation (језик: немачки)

|  | Molimo Vas, obratite pažnju na važno upozorenje u vezi sa temama iz oblasti medicine (zdravlja). |